# Taaffeite
Taaffeite (/ ˈtɑːfaɪt /; BeMgAl4O8) là một loại khoáng sản, được đặt tên theo người khám phá ra nó, Richard Taaffe (1898–1967), người đã tìm thấy mẫu vật đầu tiên của loại khoáng sản này, vào tháng 10 năm 1945 tại một cửa hàng trang sức ở Dublin, Ireland. Phần lớn đá quý, trước Taaffe, đã được xác định sai là spinel. Trong nhiều năm sau đó, nó đã được biết đến chỉ trong một vài mẫu, và nó vẫn là một trong những khoáng sản đá quý hiếm nhất trên thế giới.
Kể từ năm 2002, Hiệp hội khoáng vật quốc tế đã phê duyệt tên cho taaffeite như một khoáng chất có tên là magnesiotaaffeite-2N'2S.

## Phát hiện
Taaffe đã mua một số viên đá quý từ một thợ kim hoàn vào tháng 10 năm 1945. Khi nhận thấy sự khác nhau giữa taaffeite và spinel, Taaffe đã gửi một số ví dụ cho BW Anderson của Phòng Thương mại Luân Đôn để nhận dạng vào ngày 1 tháng 11 năm 1945. Khi Anderson trả lời Ngày 5 tháng 11 năm 1945, anh đã nói với Taaffe rằng họ không chắc liệu đó có phải là một loại tương tự như spinel hay phải chăng là một loại khoáng sản mới.

## Tính chất
Năm 1951, sau khi phân tích các thành phần hóa học và chụp X-quang đã xác nhận các thành phần chính của taaffeite như beryli, magnesi và nhôm, làm cho taaffeit trở thành khoáng sản đầu tiên có chứa cả beryli và magnesi làm thành phần thiết yếu.
Sự nhầm lẫn giữa spinel và taaffeite là dễ hiểu vì một số tính năng cấu trúc giống hệt nhau ở cả hai loại này. Anderson và cộng sự, đã phân loại taaffeite như một khoáng chất trung gian giữa spinel và chrysoberyl. Không giống như spinel, taaffeite hiển thị đặc tính khúc xạ kép, điều này đã cho phép phân biệt giữa hai khoáng chất này.